# Kanton Villars-sur-Var
Kanton Villars-sur-Var (francouzsky Canton de Villars-sur-Var) je francouzský kanton v departementu Alpes-Maritimes v regionu Provence-Alpes-Côte d'Azur. Tvoří ho 10 obcí.

## Obce kantonu
- Bairols
- Lieuche
- Malaussène
- Massoins
- Pierlas
- Thiéry
- Touët-sur-Var
- La Tour
- Tournefort
- Villars-sur-Var